# Ротенберг, Борис Романович
Бори́с Рома́нович Ротенбе́рг (род. 3 января 1957 года, Ленинград, РСФСР, СССР) — российский и финский предприниматель, менеджер, совладелец и член совета  СМП Банка. Вице-президент Федерации дзюдо России. Заслуженный тренер России[когда?], кандидат педагогических наук. Основатель и руководитель программы развития российского автоспорта SMP Racing.

## Биография
Борис Ротенберг родился 3 января 1957 года в Ленинграде.
В 1968 году записался в секцию самбо к Анатолию Рахлину, где уже тренировались его старший брат Аркадий и Владимир Путин. В молодости выступал за сборную города, был неоднократным призёром чемпионатов СССР и Кубков СССР среди юношей и молодёжи. В 1974 году стал мастером спорта по дзюдо, в 1980 году — мастером спорта по борьбе самбо. В 1978 году окончил Ленинградский институт физической культуры и спорта им. П. Ф. Лесгафта. В 1992 году стал тренером профессионального клуба дзюдо «Чикара» в Хельсинки.
В 1998 году вернулся в Петербург.
В 2001 году вместе с братом основал СМП Банк («Северный морской путь»). Позже братья получили контроль над частью активов ФГУП «Росспиртпром».
С 2001 года — генеральный директор Общества спортивных единоборств «Отечество».
В 2003 году зарегистрировал в Москве две фирмы по одному адресу в Коломенском проезде — «База-торг» и «Поставка». В 2003—2004 годах был младшим партнёром концерна в компании «Газтагед» (25 % через «База-торг»), через которую шли закупки труб для «Газпрома». Оборот компании составлял около 1 млрд долларов США. В 2005 году директор по корпоративным исследованиям компании Hermitage Capital Management Вадим Клейнер в своём докладе назвал несколько посредников, которые получали непонятные льготы от «Газпрома», в частности, в качестве посредника по операциям с трубами для «Газпрома» был назван «Газтагед». Фирма «Поставка» в 2008 году находилась в процессе ликвидации, ранее владела горно-алтайской компанией «Сибгазимпэкс» (на 25 %; ликвидирована в 2007 году), остальные 75 % компании контролировала «Газкомплектимпэкс» (дочернее предприятие «Газпрома»).
В 2008 году Борис вместе с братом приобрёл 10 % акций Новороссийского морского торгового порта, выкупил у «Газпрома» пять строительных подразделений («Волгогаз», «Ленспецстройгаз», «Спецгазремстрой», «Волгограднефтемаш» и «Краснодаргазстрой»), создав корпорацию «Стройгазмонтаж».
В 2009 году депутат Госдумы Ашот Егиазарян называл Бориса Ротенберга одним из совладельцев отеля «Москва», вокруг которого развернулась ожесточённая борьба — контроль над ним пытались установить структуры Сулеймана Керимова.
В 2009 году Ротенберги упоминались в роли партнёров девелоперской компании «МСМ-5», выигравшей тендер Минобороны на строительство 225 000 м² жилья в Московской области.
В начале 2010 года подконтрольные Аркадию и Борису Ротенбергам компании подали в Федеральную антимонопольную службу заявку на приобретение трейдера «Северный европейский трубный проект», крупного поставщика труб «Газпрому», который, как планировалось, должен был поставлять трубы для газопровода «Северный поток».
C октября 2010 года братья Ротенберги приобрели у структур «Газпрома» 100 % акций Открытого акционерного общества «Теплоэнергетическая компания Мосэнерго», после чего совет директоров компании возглавил Игорь Аркадьевич Ротенберг.
С 2012 года время от времени выступает за собственную команду в кузовных автогонках. В 2014 году принял участие в суточном автомарафоне в Дейтоне.
17-го июля 2013 года был назначен президентом ФК «Динамо» (Москва). Ровно через два года объявил об уходе.
20 марта 2014 года Борис и Аркадий Ротенберги попали под действие экономических санкций, введённых президентом США Бараком Обамой из-за «нарушения суверенитета и территориальной целостности Украины». «…они оба усмотрели в действиях США косвенное признание своих заслуг перед российским государством», — сообщил «Интерфаксу» источник в окружении бизнесменов.
С января 2018 года — миноритарный акционер «Газпром бурение».

## Международные санкции
22 февраля 2022 года было объявлено о введении Великобританией персональных санкций против Бориса Ротенберга, включающих заморозку его активов и запрет на въезд в страну, так как он имеет тесные личные связи c Владимиром Путиным. Санкции введены в качестве ответа «за признание так называемых «народных республик» Донецкой и Луганской областей на востоке Украины». Согласно расследованию «Би-би-си» от 2022 года, братья Ротенберги смогли обходить санкции через использование английских товариществ с ограниченной ответственностью, от которых закон не требует идентифицировать её настоящих владельцев.
24 февраля 2022 года Ротенберг включён в санкционный список Канады «элит и близких соратников режима» как «ключевой член ближайшего окружения президента Путина»
3 марта 2022 года Бориса Ротенберг и его семья, а именно жена Карины и сыновья Роман и Борис, были включены в санкционный список США «российских олигархов, способствующих войне Путина». По данным властей, фигуранты санкционного списка «обогащались за счет российского народа, а некоторые из них продвинули членов своей семьи на высокие посты. Другие занимают должности в крупнейших российских компаниях и отвечают за предоставление ресурсов, необходимых для поддержки вторжения Путина в Украину».
8 апреля 2022 года страны Евросоюза ввели санкции против Бориса Ротенберга. Евросоюз отмечает что связанная с Ротенбергом компания Газпром бурение получала крупные государственные контракты благодаря тесным связям с Путиным, таким образом, Борис Ротенберг «получает выгоду от российские лица, принимающего решения и правительства России, которые ответственны за аннексию Крыма и дестабилизацию Украины».
По аналогичным основаниям, с 13 апреля 2022 года находится под санкциями Швейцарии. С 24 июня 2020 года находится под санкциями Австралии. С 8 марта 2022 года находится под санкциями Японии. Указом президента Украины Владимира Зеленского от 24 июня 2021 находится под санкциями Украины. С 5 апреля 2022 года находится под санкциями Новой Зеландии.

## Семья
Первая жена Ирина Харанен — финская гражданка, генеральный директор фирмы Anirina OY (Хельсинки), управляющий директор фирмы «Николь» (Санкт-Петербург).
Двое сыновей от первого брака — Роман, вице-президент по маркетингу и развитию бизнеса хоккейного клуба СКА (Санкт-Петербург) с мая 2011 года и первый вице-президент ФХР с декабря 2014 года, владелец 80 % акций маркетингового агентства «Телеспорт» (официального партнёра РФС), до того работал в Управлении внешних коммуникаций «Газпром Экспорт»; и Борис-мл. (род. 1986) — футболист.
Вторая жена — Карина Юрьевна Ротенберг (в девичестве Гапчук). Родилась в Санкт-Петербурге, училась в английской гимназии № 248 на проспекте Народного Ополчения. В 1993 году вместе с семьёй уехала на постоянное жительство в США. В Атланте поступила в университет, изучала международный бизнес и маркетинг, получила MBA. Познакомилась с Борисом Ротенбергом в августе 2008 году в возрасте 29 лет, венчание состоялось 2 августа 2009 года в Преображенском соборе Санкт-Петербурга. Является матерью близнецов Дани и Софии, а также Леоны. Увлекается лошадьми и помощью бродячим собакам, является главой Федерации конного спорта Москвы.
Старший брат Бориса и компаньон Аркадий Ротенберг. У него два сына: Игорь Ротенберг (род. 1973) — председатель совета директоров ОАО «Теплоэнергетическая компания Мосэнерго», Павел Ротенберг (род. 2000) — хоккеист.

## Состояние
Входит в рейтинг журнала Forbes с 2010 года, занимая 100 место с состоянием 700 млн долларов США. В 2011 году занимал 170 место в рейтинге «Богатейшие бизнесмены России» при состоянии в 550 млн $.
В 2015 повысил свои позиции в рейтинге с состоянием 1,5 млрд $.
В Рейтинге российских миллиардеров 2010 года, по данным журнала Финанс занимает 81 место с состоянием 930 млн долларов США.
Основные резиденции находятся в Москве и в Монако. По данным «Новой газеты» и «Трансперенси интернешнл — Россия», Ротенбергу и его супруге принадлежат квартира и виллы в США, общей стоимостью около 4,5 млн долл., заблокированные из-за персональных санкций США против Ротенберга.

## Награды
- Орден «За заслуги перед Отечеством» IV степени (12 октября 2022) — за вклад в развитие физической культуры и популяризацию отечественного спорта[44].
- Орден Александра Невского (11 ноября 2019) — за заслуги в развитии физической культуры и спорта, активную общественную деятельность[45].
- Заслуженный тренер России.